# Mayrouba
Mayrouba o Mairuba es una localidad de Kesruán, Monte Líbano, Líbano.

## Descripción
Se encuentra ubicada en el Monte Líbano a 1.300 metros sobre el nivel del mar, a 38 km de Beirut la capital de ese país. Su superficie es de 823 hectáreas. En las elecciones de 2004 estaban habilitados para votar 2.619 votantes, solo lo hicieron 1.699. Cuenta con una escuela pública, no tiene hospital.

## Demografía
Los habitantes de Mayrouba son predominantemente maronitas católicos. A partir de 2008, el pueblo tenía una escuela con 50 alumnos y siete empresas con más de cinco empleados.

## Personalidades
- Elías Sapag, hijo de Canaan Sapag, quien en el año 1913 emigró a la Argentina, junto a su esposa Nazira Jalil, llevando a Elías de sólo 2 años de edad.